# Serguéi Bida
Serguéi Olégovich Bida (en ruso: Сергей Олегович Бида; Moscú, 13 de febrero de 1993) es un deportista ruso que compite en esgrima, especialista en la modalidad de espada. Es nieto de la esgrimidora Valentina Rastvorova, y su esposa, Violetta Jrapina, compite en el mismo deporte.
Participó en los Juegos Olímpicos de Tokio 2020, obteniendo una medalla de plata en la prueba por equipos (junto con Serguei Jodos, Pavel Sujov y Nikita Glazkov).
Ganó dos medallas en el Campeonato Mundial de Esgrima, plata en 2019 y bronce en 2018, y cuatro medallas en el Campeonato Europeo de Esgrima entre los años 2014 y 2019. En los Juegos Europeos de Bakú 2015 obtuvo una medalla de plata en la prueba por equipos.
Era oficial de la Guardia Nacional de Rusia. Desertó en 2023 y se exilió con su esposa en los Estados Unidos. Como consecuencia, el Ministerio del Interior de Rusia incluyó a ambos deportistas en su lista de busca y captura.

## Palmarés internacional
| Juegos Olímpicos   | Juegos Olímpicos      | Juegos Olímpicos  | Juegos Olímpicos   |
| Año                | Lugar                 | Medalla           | Prueba             |
| ------------------ | --------------------- | ----------------- | ------------------ |
| 2020               | Tokio (Japón)         | Medalla de plata  | Espada por equipos |
| Campeonato Mundial |                       |                   |                    |
| Año                | Lugar                 | Medalla           | Prueba             |
| 2018               | Wuxi (China)          | Medalla de bronce | Espada por equipos |
| 2019               | Budapest (Hungría)    | Medalla de plata  | Espada individual  |
| Juegos Europeos    |                       |                   |                    |
| Año                | Lugar                 | Medalla           | Prueba             |
| 2015               | Bakú (Azerbaiyán)     | Medalla de plata  | Espada por equipos |
| Campeonato Europeo |                       |                   |                    |
| Año                | Lugar                 | Medalla           | Prueba             |
| 2014               | Estrasburgo (Francia) | Medalla de bronce | Espada por equipos |
| 2017               | Tiflis (Georgia)      | Medalla de oro    | Espada por equipos |
| 2018               | Novi Sad (Serbia)     | Medalla de oro    | Espada por equipos |
| 2019               | Düsseldorf (Alemania) | Medalla de oro    | Espada por equipos |